# Халвайтар
Халвайта́р (узб. holvaytar) — национальное узбекское блюдо. Традиционное блюдо, готовящееся преимущественно во время траура и проведения религиозных церемоний, в некоторых семьях готовится по четвергам, также с ритуальными целями, связанными с поминанием привидевшихся умерших родственников.
По некоторым источникам название блюда переводится как «жидкая халва».

## Описание
Блюдо представляет собой разновидность сладкого десерта. Основными ингредиентами являются: мука, сахар и растительное масло. Масло накаливают в казане и после того, как оно немного остынет, в него добавляют муку. После этого казан вновь ставят на огонь и обжаривают в нём муку до коричневого цвета, а затем добавляют в неё сахарный сироп. После того, как смесь закипит, варят ещё 20—25 минут на медленном огне, непрерывно помешивая до тех пор, пока масса не станет тёмно-красного цвета. Готовый халвайтар разливают по тарелкам и охлаждают. Подают к столу с хлебом. Для улучшения вкусовых качеств в сахарный сироп можно добавить немного ванилина.
Для приготовления халвайтара обычно используется растительное масло или топлёное курдючное сало.